# Víctor Ibarbo
Segundo Víctor Ibarbo Guerrero (San Andrés de Tumaco, 19 maggio 1990) è un calciatore colombiano, centrocampista o attaccante dell'Inter de Palmira.

## Caratteristiche tecniche
Pur nascendo come centrocampista spesso ricopre il ruolo di attaccante. Ha un fisico possente e sa difendere la palla, è capace di smistare la palla con entrambi i piedi, è abile nel gioco aereo, e possiede un discreto tiro. Predilige giocare come seconda punta o esterno e la sua caratteristica principale è la velocità amando inserirsi negli spazi.

## Carriera

### Club

#### Atlético Nacional
Acquistato giovanissimo dall'Atlético Nacional, fece il debutto nel massimo campionato colombiano nel febbraio 2008 contro l'Envigado. Vince il Torneo Apertura 2011 con l'Atlético Nacional.

#### Cagliari
Viene acquistato dalla squadra italiana del Cagliari nel luglio 2011 per 2.300.000 dollari, bruciando la concorrenza dell'Udinese.
Segna il suo primo gol in maglia rossoblu contro il Catania del 4 dicembre 2011 dopo un'azione personale: il colombiano si invola sulla destra, salta sulla linea di fondo prima i difensori Legrottaglie e Spolli, quindi rientra sul sinistro, effettua una finta sul portiere Andújar, appoggiando il pallone in rete a porta vuota; la rete risulta decisiva per la vittoria finale per 1-0. Chiude la stagione 2011-12, con 38 presenze in campionato condite da 3 reti, le ultime due realizzate contro Genoa, e ancora Catania.
Il 10 febbraio 2013 sigla la sua prima rete nel campionato 2012-2013 durante la sfida Cagliari-Milan (1-1), battendo Abbiati con un colpo di testa al 45º minuto, portando i rossoblu al momentaneo vantaggio.
Il 10 marzo 2013 realizza la sua prima tripletta in carriera nella partita vinta dal Cagliari sulla Sampdoria per 3-1 nella 28ª giornata, mentre il 21 aprile successivo realizza contro il Napoli il suo quinto goal in campionato, portandosi al quarto posto tra i cannonieri colombiani per numero di reti nel campionato italiano con 8 realizzazioni all'attivo. L'11 maggio realizza il gol del momentaneo vantaggio dei sardi contro la Juventus (Juventus-Cagliari 1-1), dopo una solitaria incursione partendo dalla propria area, superando Claudio Marchisio e Andrea Barzagli e battendo il portiere Marco Storari; rete definita da vari organi di stampa alla Weah (in riferimento a un gol realizzato dal calciatore liberiano in un Milan-Verona del 1996). Chiude la stagione con 6 reti realizzate in 36 presenze.
Nella stagione 2013-2014 riveste un ruolo fondamentale nelle tattiche prima di Diego López e poi di Ivo Pulga. A parte i mesi di dicembre e febbraio, durante i quali ha a che fare con dei problemi fisici, viene schierato sempre titolare nella posizione di seconda punta. Conclude la stagione con 30 presenze condite da 4 gol e 3 assist.
Il 26 agosto 2014 rinnova il contratto con il Cagliari fino al 2017.

#### Roma
Il 1º febbraio 2015 la Roma lo acquista dal Cagliari con la formula del prestito oneroso di 2,5 milioni con diritto di riscatto a fine stagione fissato a 12,5 milioni di euro. Sceglie la maglia numero 19. Due giorni dopo esordisce con la maglia giallorossa allo Stadio Olimpico nel match di Coppa Italia contro la Fiorentina valido per l'accesso alle semifinali del torneo perso dalla Roma per 2-0. Nonostante un infortunio al tendine rotuleo del ginocchio destro e una lesione al gemello mediale del polpaccio destro, riesce a mettere insieme 11 presenze.
Il 3 luglio seguente viene prolungato il prestito per un'altra stagione per 5 milioni più 1 milione di bonus e con il riscatto fissato a 8 milioni.

#### Watford
Il 1º settembre passa in prestito annuale a fronte di un corrispettivo di 2 milioni di euro al Watford di Giampaolo Pozzo. Esordisce il 27 settembre contro il Crystal Palace, entrando in campo all'81º minuto di gioco (sconfitta per 0-1). Non riesce ad ambientarsi né a giocare con continuità e colleziona solo 4 presenze senza segnare nella prima parte della stagione.

#### Ritorno all'Atlético Nacional
Il 19 gennaio 2016 abbandona la Premier League per tornare in patria a giocare nell'Atlético Nacional, compagine della prima divisione colombiana, con la formula del prestito secco della durata di sei mesi. Il 12 aprile segna il primo gol della sua nuova esperienza all'Atlético Nacional a Lima contro lo Sporting Cristal, nella fase a gruppi della Coppa Libertadores 2016. La marcatura, siglata su calcio di rigore, dà alla sua squadra la vittoria.

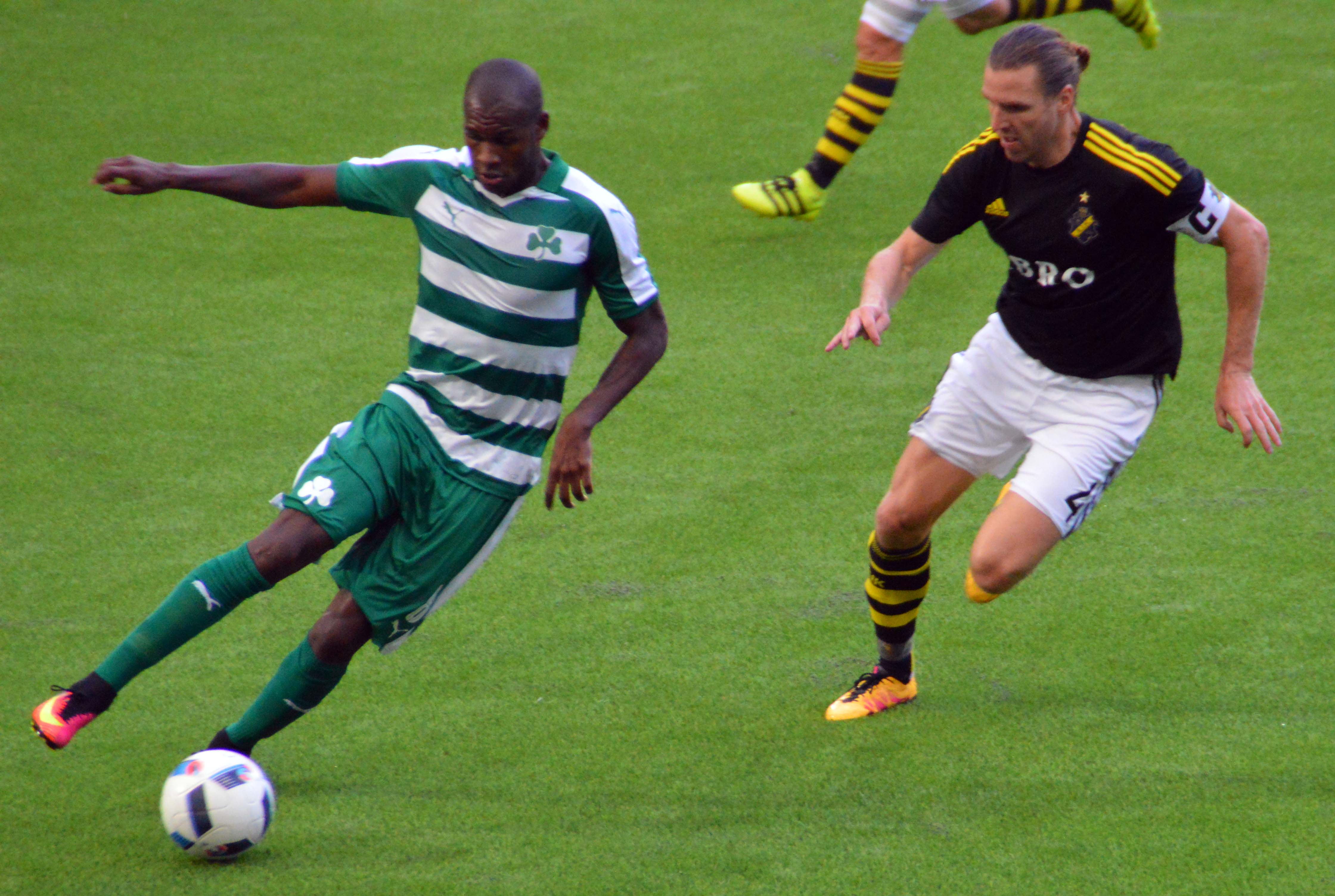
Víctor Ibarbo in azione al Panathinaikos durante un match di Europa League nell'agosto 2016.

#### Panathinaikos e rientro momentaneo a Cagliari
Il 30 giugno 2016 si trasferisce al Panathinaikos in prestito per una stagione con opzione per il riscatto. Il 31 gennaio 2017 dopo l'esonero del tecnico Stramaccioni, lascia la squadra greca e rientra al Cagliari. Nella seconda avventura rossoblu gioca 3 spezzoni di gara, ma non trovando spazio come richiesto.

#### Le esperienze in Giappone
Il 14 marzo del 2017, Ibarbo passa al Sagan Tosu, formazione della J1 League (allora allenata dal suo ex allenatore Massimo Ficcadenti), in prestito con obbligo di riscatto condizionato al termine della stagione. Il successivo 25 luglio, viene riscattato per 500 000 euro più una percentuale sulla futura rivendita.
Dopo due stagioni, passa al V-Varen Nagasaki, militante nella seconda serie giapponese.
Il 1⁰ febbraio 2023, annuncia la rescissione del proprio contratto con il club nipponico.

#### Il nuovo ritorno in Colombia
Il 29 giugno 2023, Ibarbo si accorda ufficialmente con l'América de Cali, nella massima serie colombiana, tornando così nel suo Paese natale a sette anni dall'ultima volta. L'8 maggio seguente rescinde consensualmente il contratto dopo 21 presenze e 3 gol.. Il 3 settembre viene annunciato il suo passaggio all'Inter Palmira, in seconda divisione colombiana.

### Nazionale
Ha preso parte al Campionato sudamericano di calcio Under-20 2009 con la maglia della nazionale colombiana, venendo eliminato ai quarti di finale dal Venezuela.
Il 27 maggio 2010 ha esordito in nazionale maggiore in occasione della sfida amichevole disputatasi all'FNB Stadium di Johannesburg contro il Sudafrica, conclusasi con il punteggio di 2-1 per i sudafricani. Il 14 novembre 2013 segna il suo primo gol con i Los Cafeteros nella gara amichevole contro il Belgio, fissando il punteggio sullo 0-2.
Nel maggio del 2014 viene incluso dal commissario tecnico José Pekerman nella rosa di 23 giocatori che prendono parte al Campionato mondiale in Brasile. Esordisce nella competizione iridata nella prima partita del primo turno, vinta dalla sua nazionale per 3-0 sulla Grecia, giocando l'intero match. Con i Cafeteros arriva fino ai quarti di finale, venendo eliminato dal Brasile dopo una sconfitta per 2-1.
Ha partecipato anche con la sua nazionale alla Coppa America 2015 giungendo sino ai quarti di finale venendo eliminata dall'Argentina, mentre non è stato convocato per la Coppa America 2016.

## Statistiche

### Presenze e reti nei club
Statistiche aggiornate al 16 dicembre 2021.
| Stagione                 | Squadra                  | Campionato               | Campionato | Campionato | Coppe nazionali | Coppe nazionali | Coppe nazionali | Coppe continentali | Coppe continentali | Coppe continentali | Altre coppe | Altre coppe | Altre coppe | Totale | Totale |
| Stagione                 | Squadra                  | Comp                     | Pres       | Reti       | Comp            | Pres            | Reti            | Comp               | Pres               | Reti               | Comp        | Pres        | Reti        | Pres   | Reti   |
| ------------------------ | ------------------------ | ------------------------ | ---------- | ---------- | --------------- | --------------- | --------------- | ------------------ | ------------------ | ------------------ | ----------- | ----------- | ----------- | ------ | ------ |
| 2008                     | Atlético Nacional        | CM                       | 16         | 0          | -               | -               | -               | -                  | -                  | -                  | -           | -           | -           | 16     | 0      |
| 2009                     | Atlético Nacional        | CM                       | 30         | 1          | -               | -               | -               | -                  | -                  | -                  | -           | -           | -           | 30     | 1      |
| 2010                     | Atlético Nacional        | CPA                      | 40         | 3          |                 | -               | -               |                    | -                  | -                  |             | -           | -           | 40     | 3      |
| 2011                     | Atlético Nacional        | CPA                      | 16         | 2          | CC              | 5               | 1               |                    | -                  | -                  |             | -           | -           | 21     | 3      |
| 2011-2012                | Cagliari                 | A                        | 38         | 3          | CI              | 1               | 0               |                    | -                  | -                  |             | -           | -           | 39     | 3      |
| 2012-2013                | Cagliari                 | A                        | 34         | 6          | CI              | 3               | 0               |                    | -                  | -                  |             | -           | -           | 37     | 6      |
| 2013-2014                | Cagliari                 | A                        | 30         | 4          | CI              | 1               | 0               |                    | -                  | -                  |             | -           | -           | 31     | 4      |
| 2014-feb. 2015           | Cagliari                 | A                        | 13         | 2          | CI              | 1               | 0               |                    | -                  | -                  |             | -           | -           | 14     | 2      |
| feb.-giu. 2015           | Roma                     | A                        | 10         | 0          | CI              | 1               | 0               | UEL                | 0                  | 0                  | -           | -           | -           | 11     | 0      |
| ago. 2015                | Roma                     | A                        | 2          | 0          | CI              | 0               | 0               | UCL                | 0                  | 0                  | -           | -           | -           | 2      | 0      |
| Totale Roma              | Totale Roma              | Totale Roma              | 12         | 0          |                 | 1               | 0               |                    | 0                  | 0                  |             | -           | -           | 13     | 0      |
| 2015-gen. 2016           | Watford                  | PL                       | 4          | 0          | FACup+CdL       | 0+0             | 0               | -                  | -                  | -                  | -           | -           | -           | 4      | 0      |
| 2016                     | Atlético Nacional        | CPA                      | 11         | 1          | CC              | 0               | 0               | CL                 | 8                  | 2                  | -           | -           | -           | 19     | 3      |
| Totale Atlético Nacional | Totale Atlético Nacional | Totale Atlético Nacional | 113        | 7          |                 | 5               | 1               |                    | 8                  | 2                  |             | -           | -           | 126    | 10     |
| 2016-gen. 2017           | Panathīnaïkos            | SL                       | 8          | 0          | CG              | 2               | 0               | UEL                | 9                  | 3                  | -           | -           | -           | 19     | 3      |
| gen.-mar. 2017           | Cagliari                 | A                        | 3          | 0          | CI              | 0               | 0               | -                  | -                  | -                  | -           | -           | -           | 3      | 0      |
| Totale Cagliari          | Totale Cagliari          | Totale Cagliari          | 118        | 15         |                 | 6               | 0               |                    | -                  | -                  |             | -           | -           | 124    | 15     |
| mar.-dic. 2017           | Sagan Tosu               | J1                       | 25         | 5          | CdL+CI          | 3+1             | 1+0             | -                  | -                  | -                  | -           | -           | -           | 29     | 6      |
| 2018                     | Sagan Tosu               | J1                       | 7          | 2          | CdL+CI          | 1+1             | 0+2             | -                  | -                  | -                  | -           | -           | -           | 9      | 4      |
| feb.-lug. 2019           | Sagan Tosu               | J1                       | 3          | 0          | CdL+CI          | 2+1             | 0+1             | -                  | -                  | -                  | -           | -           | -           | 6      | 1      |
| Totale Sagan Tosu        | Totale Sagan Tosu        | Totale Sagan Tosu        | 35         | 7          |                 | 9               | 4               |                    | -                  | -                  |             | -           | -           | 44     | 11     |
| lug.-nov. 2019           | V-Varen Nagasaki         | J2                       | 16         | 2          | CdL+CI          | -               | -               | -                  | -                  | -                  | -           | -           | -           | 16     | 2      |
| 2020                     | V-Varen Nagasaki         | J2                       | 22         | 3          | CdL+CI          | 0+0             | 0               | -                  | -                  | -                  | -           | -           | -           | 22     | 3      |
| 2021                     | V-Varen Nagasaki         | J2                       | 6          | 0          | CdL+CI          | 0+2             | 0+1             | -                  | -                  | -                  | -           | -           | -           | 6      | 0      |
| Totale V-Varen Nagasaki  | Totale V-Varen Nagasaki  | Totale V-Varen Nagasaki  | 44         | 5          |                 | 2               | 1               |                    | -                  | -                  |             | -           | -           | 46     | 6      |
| Totale carriera          | Totale carriera          | Totale carriera          | 334        | 34         |                 | 25              | 6               |                    | 17                 | 5                  |             | -           | -           | 376    | 45     |

### Cronologia presenze e reti in nazionale
| Cronologia completa delle presenze e delle reti in nazionale ― Colombia | Cronologia completa delle presenze e delle reti in nazionale ― Colombia | Cronologia completa delle presenze e delle reti in nazionale ― Colombia | Cronologia completa delle presenze e delle reti in nazionale ― Colombia | Cronologia completa delle presenze e delle reti in nazionale ― Colombia | Cronologia completa delle presenze e delle reti in nazionale ― Colombia | Cronologia completa delle presenze e delle reti in nazionale ― Colombia | Cronologia completa delle presenze e delle reti in nazionale ― Colombia |
| Data                                                                    | Città                                                                   | In casa                                                                 | Risultato                                                               | Ospiti                                                                  | Competizione                                                            | Reti                                                                    | Note                                                                    |
| ----------------------------------------------------------------------- | ----------------------------------------------------------------------- | ----------------------------------------------------------------------- | ----------------------------------------------------------------------- | ----------------------------------------------------------------------- | ----------------------------------------------------------------------- | ----------------------------------------------------------------------- | ----------------------------------------------------------------------- |
| 27-5-2010                                                               | Johannesburg                                                            | Sudafrica                                                               | 2 – 1                                                                   | Colombia                                                                | Amichevole                                                              | -                                                                       | 46’                                                                     |
| 8-10-2010                                                               | New Jersey                                                              | Ecuador                                                                 | 0 – 1                                                                   | Colombia                                                                | Amichevole                                                              | -                                                                       | 29’ 59’                                                                 |
| 12-10-2010                                                              | Chester                                                                 | Stati Uniti                                                             | 0 – 0                                                                   | Colombia                                                                | Amichevole                                                              | -                                                                       |                                                                         |
| 17-11-2010                                                              | Bogotà                                                                  | Colombia                                                                | 1 – 1                                                                   | Perù                                                                    | Amichevole                                                              | -                                                                       | 46’                                                                     |
| 14-11-2013                                                              | Bruxelles                                                               | Belgio                                                                  | 0 – 2                                                                   | Colombia                                                                | Amichevole                                                              | 1                                                                       | 60’                                                                     |
| 19-11-2013                                                              | Amsterdam                                                               | Paesi Bassi                                                             | 0 – 0                                                                   | Colombia                                                                | Amichevole                                                              | -                                                                       | 69’                                                                     |
| 5-3-2014                                                                | Cornellà de Llobregat                                                   | Colombia                                                                | 1 – 1                                                                   | Tunisia                                                                 | Amichevole                                                              | -                                                                       | 26’                                                                     |
| 31-5-2014                                                               | Buenos Aires                                                            | Colombia                                                                | 2 – 2                                                                   | Senegal                                                                 | Amichevole                                                              | -                                                                       |                                                                         |
| 6-6-2014                                                                | Buenos Aires                                                            | Colombia                                                                | 3 – 0                                                                   | Giordania                                                               | Amichevole                                                              | -                                                                       |                                                                         |
| 14-6-2014                                                               | Belo Horizonte                                                          | Colombia                                                                | 3 – 0                                                                   | Grecia                                                                  | Mondiali 2014 - 1º turno                                                | -                                                                       |                                                                         |
| 19-6-2014                                                               | Brasilia                                                                | Colombia                                                                | 2 – 1                                                                   | Costa d'Avorio                                                          | Mondiali 2014 - 1º turno                                                | -                                                                       | 53’                                                                     |
| 4-7-2014                                                                | Fortaleza                                                               | Brasile                                                                 | 2 – 1                                                                   | Colombia                                                                | Mondiali 2014 - Quarti di finale                                        | -                                                                       | 46’                                                                     |
| 17-6-2015                                                               | Santiago del Cile                                                       | Brasile                                                                 | 0 – 1                                                                   | Colombia                                                                | Coppa America 2015 - 1º turno                                           | -                                                                       | 69’                                                                     |
| 21-6-2015                                                               | Temuco                                                                  | Colombia                                                                | 0 – 0                                                                   | Perù                                                                    | Coppa America 2015 - 1º turno                                           | -                                                                       | 56’                                                                     |
| 26-6-2015                                                               | Viña del Mar                                                            | Argentina                                                               | 0 – 0 (5 – 4 dtr)                                                       | Colombia                                                                | Coppa America 2015 - Quarti di finale                                   | -                                                                       | 86’                                                                     |
| Totale                                                                  |                                                                         | Presenze                                                                | 15                                                                      |                                                                         | Reti                                                                    | 1                                                                       |                                                                         |

## Palmarès

### Club

#### Competizioni nazionali
- Campionato colombiano: 1

Atlético Nacional: Apertura 2011